# Rostgärdsmyg
Rostgärdsmyg (Cinnycerthia unirufa) är en fågel i familjen gärdsmygar inom ordningen tättingar.

## Utseende och läte
Rostgärdsmygen är en medelstor enfärgat rostbrun gärdsmyg, med svart tygel och otydlig mörk tvärbandning på vingar och stjärt. Den liknar sepiagärdsmygen, men är mer bjärt färgad och hittas på högre höjder. Lätena är hårda och tjattrande.

## Utbredning och systematik
Rostgärdsmyg delas in i tre underarter:
- Cinnycerthia unirufa unirufa – förekommer i Anderna i nordöstra Colombia och västligaste Venezuela (Táchira)
- Cinnycerthia unirufa unibrunnea – förekommer i centrala Anderna från Colombia till Ecuador och nordligaste Peru
- Cinnycerthia unirufa chakei – förekommer i Perijabergen (gränsen mellan Colombia och Venezuela)

## Levnadssätt
Rostgärdsmygen hittas i bergsskogar på mellan 2200 och 3800 meters höjd. Där ses den i smågrupper födosökande i undervegetationen, ofta kring bambusnår. Den kan vara rätt svår att få syn på och se bra. 

## Status och hot
Arten har ett stort utbredningsområde, men tros minska i antal, dock inte tillräckligt kraftigt för att den ska betraktas som hotad. Internationella naturvårdsunionen IUCN listar arten som livskraftig (LC).